# Phương trình Helmholtz

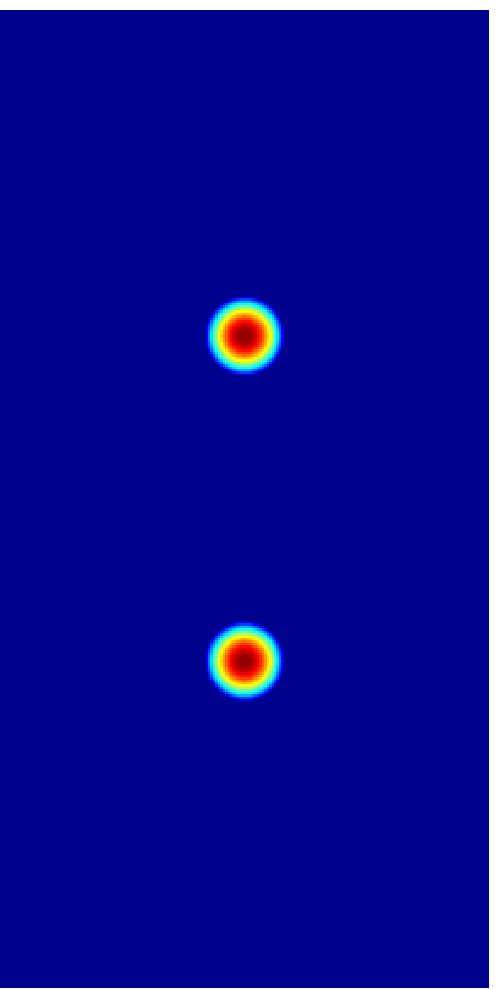
Two sources of radiation in the plane, given mathematically by a function which is zero in the blue region.

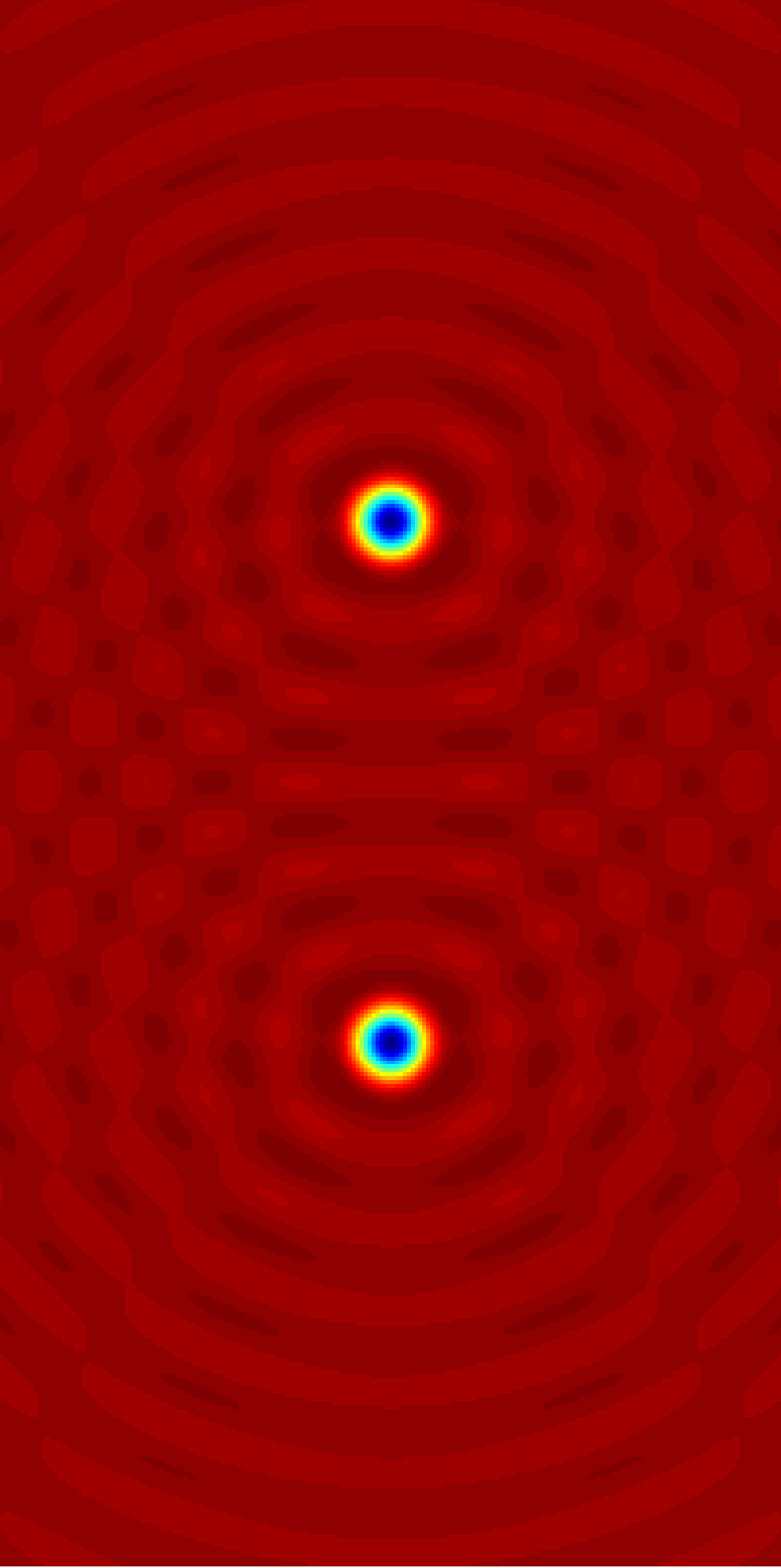
The real part of the resulting field is the solution to the inhomogeneous Helmholtz equation

Phương trình Helmholtz, đặt tên theo Hermann von Helmholtz, là một phương trình vi phân riêng phần elliptic
{\displaystyle (\nabla ^{2}+k^{2})A=0}
với {\displaystyle \nabla ^{2}} là toán tử Laplace, {\displaystyle k} là hằng số, và hàm số chưa biết {\displaystyle A=A(x,y,z)} được định nghĩa trên không gian Euclid n-chiều Rn (thông thường n=1, 2, hay 3, khi nghiệm của phương trình này có ý nghĩa vật lý).

## Xuất phát của phương trình
Phương trình Helmholtz thường xuất hiện trong các nghiên cứu về các bài toán vật lý liên quan đến phương trình đạo hàm riêng trong cả không gian và thời gian. Phương trình Helmholtz, đại diện cho dạng không phụ thuộc vào thời gian của phương trình nguyên thủy, thường là kết quả của việc áp dụng kĩ thuật phân tách biến để làm giảm độ phức tạp của việc phân tích bài toán.
Ví dụ, ta xét phương trình sóng:
{\displaystyle \left(\nabla ^{2}-{\frac {1}{c^{2}}}{\frac {\partial ^{2}}{\partial {t}^{2}}}\right)u(\mathbf {r} ,t)=0.}
Phân tách biến bắt đầu bằng cách giả sử rằng hàm sóng u(t) thật sự là có thể phân tách được:
{\displaystyle u(\mathbf {r} ,t)=A(\mathbf {r} )\cdot T(t)}
và
{\displaystyle T(t)=e^{i\omega t}.}
Thay thế dạng này vào phương trình sóng, và sau đó đơn giản, ta có 2 phương trình vi phân:
{\displaystyle \nabla ^{2}A+{\frac {\omega ^{2}}{c^{2}}}A=(\nabla ^{2}+k^{2})A=0}
và {\displaystyle \omega \ {\stackrel {\mathrm {def} }{=}}\ kc} với {\displaystyle k} là vectơ sóng và ω là tần số góc. Do vậy ta có thể viết lại như là:
{\displaystyle \nabla ^{2}A+k^{2}A=(\nabla ^{2}+k^{2})A=0.}
Để ý là do bản chất của ansatz (nghiệm phỏng đoán) cho {\displaystyle T,} {\displaystyle T} thỏa mãn:
{\displaystyle {\frac {d^{2}{T}}{d{t}^{2}}}+\omega ^{2}T=\left({d^{2} \over dt^{2}}+\omega ^{2}\right)T=0,}
với {\displaystyle A=e^{-i\mathbf {k} \cdot \mathbf {r} }.}
Bây giờ ta có phương trình Helmholtz cho biến không gian {\displaystyle \mathbf {r} } và một phương trình vi phân bậc 2 về thời gian. Nghiệm theo thời gian sẽ là một tổ hợp tuyến tính của các hàm sine và cosine, với tần số góc ω, trong khi dạng của nghiệm trong không gian sẽ phụ thuộc vào các điều kiện biên.
Hoặc theo cách khác, sử dụng các biến đổi tích phân, chẳng hạn như biến đổi Laplace hay biến đổi Fourier, thường được sử dụng để biến đổi một phương trình đạo hàm riêng hyperbolic thành một dạng của phương trình Helmholtz.
Bởi vì mối liên quan với phương trình sóng, phương trình Helmholtz thường nảy sinh trong các bài toán của các ngành vật lý như các nghiên cứu về bức xạ điện từ trường, địa chấn(seismology), và lan truyền âm thanh.

## Giải phương trình Helmholtz bằng phương pháp phân tách biến

### Tấm mỏng rung động
Dạng tương tự của sợi dây rung động trong không gian 2 chiều là một tấm mỏng rung động, với cạnh của tấm được kẹp lại bất động. Phương trình Helmholtz được giải cho nhiều dạng cơ bản trong thế kỉ thứ 19: tấm mỏng hình chữ nhật bởi Siméon Denis Poisson vào năm 1829, tấm hình tam giác đều bởi Gabriel Lamé vào năm 1852, và tấm mỏng hình tròn bởi Alfred Clebsch vào năm 1862. Hình mặt trống bầu dục được nghiên cứu bởi Emile Mathieu, dẫn đến phương trình vi phân Mathieu. Các hình dạng giải được đều tương ứng với những hình dạng mà bảng billiard động là tích phân được, nghĩa là không hỗn loạn.
Nếu miền là một hình tròn đường kính a, thường người ta đổi sang tọa độ cực r và θ. Phương trình Helmholtz bây giờ có dạng
{\displaystyle A_{rr}+{\frac {1}{r}}A_{r}+{\frac {1}{r^{2}}}A_{\theta \theta }+k^{2}A=0.}
Chúng ta có thể giả sử điều kiện biên là A biến mất nếu r=a; do vậy
{\displaystyle A(a,\theta )=0.\,}
Phương pháp phân tích biến dẫn đến nghiệm thử có dạng
{\displaystyle A(r,\theta )=R(r)\Theta (\theta ),\,}
với Θ phải tuần hoàn với chu kì 2π. Điều này dẫn tới
{\displaystyle \Theta ''+n^{2}\Theta =0,\,}
và
{\displaystyle r^{2}R''+rR'+r^{2}k^{2}R-n^{2}R=0.\,}
Do điều kiện tuần hoàn nên ta có
{\displaystyle \Theta =\alpha \cos n\theta +\beta \sin n\theta ,\,}
và rằng n phải là một số nguyên. Phần theo bán kính R có dạng
{\displaystyle R(r)=\gamma J_{n}(\rho ),\,}
với hàm số Bessel Jn(ρ) thỏa mãn phương trình Bessel
{\displaystyle \rho ^{2}J_{n}''+\rho J_{n}'+(\rho ^{2}-n^{2})J_{n}=0,}
và ρ=kr. Hàm số theo bán kính Jn 
có vô số nghiệm với mỗi giá trị của n, ký hiệu bởi ρm,n. Điều kiện biên rằng A bằng 0 với r=a sẽ được thỏa mãn nếu như chu kì tương ứng được cho bởi
{\displaystyle k_{m,n}={\frac {1}{a}}\rho _{m,n}.\,}
Nghiệm tổng quát A sau đó sẽ là chuỗi kép vô hạn của các hạng tử với tích của các
{\displaystyle \sin(n\theta )\,{\hbox{or}}\,\cos(n\theta ),\,{\hbox{and}}\,J_{n}(k_{m,n}r).}
Những nghiệm này là những tần số rung động của một mặt trống hình tròn.

### Nghiệm trong không gian 3 chiều
Trong tọa độ cầu, nghiệm của phương trình là:
{\displaystyle A(r,\theta ,\phi )=\sum _{k}\sum _{l=0}^{\infty }\sum _{m=-l}^{l}(a_{lm}j_{l}(kr)+b_{lm}n_{l}(kr))Y_{l}^{m}({\theta ,\phi }).}
Nghiệm này thường gặp trong các nghiệm theo biến không gian của phương trình sóng và phương trình truyền nhiệt. Ở đây {\displaystyle j_{l}(kr)} và {\displaystyle n_{l}(kr)} là những hàm số cầu Bessel, và
{\displaystyle Y_{l}^{m}({\theta ,\phi })}
là những hàm cầu điều hòa (Abramowitz và Stegun, 1964). Chú ý là những dạng này là những nghiệm tổng quát, và cần những điều kiện biên để sử dụng ở các trường hợp cụ thể. Với những miền bên ngoài kéo ra vô hạn, một điều kiện phát xạ có thể là cần thiết (Sommerfeld, 1949).

## Paraxial form
The paraxial form of the Helmholtz equation is:
{\displaystyle \nabla _{T}^{2}A-j2k{\partial A \over \partial z}=0}
where
{\displaystyle \nabla _{T}^{2}={\partial ^{2} \over \partial x^{2}}+{\partial ^{2} \over \partial y^{2}}}
is the transverse form of the Laplacian.
This equation has important applications in the science of optics, ở đó nó provides solutions that describe the propagation of electromagnetic waves (light) in the form of either paraboloidal waves or Gaussian beams. Most lasers emit beams that take this form.
In the paraxial approximation, the complex magnitude of the electric field E becomes
{\displaystyle E(\mathbf {r} )=A(\mathbf {r} )e^{-jkz}}
where A represents the complex-valued amplitude of the electric field, which modulates the sinusoidal plane wave represented by the exponential factor.
The paraxial approximation places certain upper limits on the variation of the amplitude function A with respect to longitudinal distance z. Specifically:
{\displaystyle {\bigg |}{\partial A \over \partial z}{\bigg |}\ll |kA|}
and
{\displaystyle {\bigg |}{\partial ^{2}A \over \partial z^{2}}{\bigg |}\ll |k^{2}A|}
These conditions are equivalent to saying that the angle θ between the wave vector k and the optical axis z must be small enough so that
{\displaystyle \sin(\theta )\approx \theta \qquad \mathrm {and} \qquad \tan(\theta )\approx \theta }

## Inhomogeneous Helmholtz equation
The inhomogeneous Helmholtz equation is the equation
{\displaystyle \nabla ^{2}A+k^{2}A=-f{\mbox{ in }}\mathbb {R} ^{n}}
where {\displaystyle f:\mathbb {R} ^{n}\to \mathbb {C} } is a given function with compact support, and {\displaystyle n=1,2,3.}
In order to solve this equation uniquely, one needs to specify a boundary condition at infinity, which is typically the Sommerfeld radiation condition
{\displaystyle \lim _{r\to \infty }r^{\frac {n-1}{2}}\left({\frac {\partial }{\partial r}}-ik\right)A(r{\hat {x}})=0}
uniformly in {\displaystyle {\hat {x}}} with {\displaystyle |{\hat {x}}|=1}, where the vertical bars denote the Euclidean norm.
With this condition, the solution to the inhomogeneous Helmholtz equation is the convolution
{\displaystyle A(x)=(G*f)(x)=\int \limits _{\mathbb {R} ^{n}}\!G(x-y)f(y)\,dy}
(notice this integral is actually over a finite region, since {\displaystyle f} has compact support). Here, {\displaystyle G} is the Green's function of this equation, that is, the solution to the inhomogeneous Helmholtz equation with {\displaystyle f} equaling the Dirac delta function, so {\displaystyle G} satisfies
{\displaystyle \nabla ^{2}G+k^{2}G=-\delta {\mbox{ in }}\mathbb {R} ^{n}.}
The expression for the Green's function depends on the dimension of the space. One has
{\displaystyle G(x)={\frac {ie^{ik|x|}}{2k}}}
for {\displaystyle n=1,}
{\displaystyle G(x)={\frac {i}{4}}H_{0}^{(1)}(k|x|)}
for {\displaystyle n=2}, where {\displaystyle H_{0}^{(1)}} is a Hankel function, and
{\displaystyle G(x)={\frac {e^{ik|x|}}{4\pi |x|}}}
for {\displaystyle n=3.}